# ローザ・レヴィナ
ローザ・エフゲニエヴナ・レヴィナ（ロシア語: Роза Евгеньевна Левина
, ラテン文字転写:  Roza Evgenievna Levina、1908年2月25日- 1989年）は、ソビエト連邦の心理学者、教育学者。児童病理心理学の専門家。ソビエト障害学の研究者。言語発達障害の療法開発を専門とした。教育学博士。

## 人物
ヴォルシャ出身。第二モスクワ州立教育大学を卒業後、教育科学アカデミー障害学研究所に勤めた。初期の研究にあたりヴィゴツキーの指導を受けた。1936年、ヴィゴツキーの薦めで始めた「病理学的ケースにおける児童の言語の心理学」に関する研究を完成。これは、『自律的児童言語』にまとめられた。ソ連教育科学アカデミー障害学研究所言語障害矯正部長を長くつとめた。
言語発達障害に関する学問の心理学的、教育学的内容について研究を行った。音素知覚の不全に関係のある言語発語・書字障害の除去に成功した。また、知的障害児の言語発達を研究した。学齢期および就学前児童の言語障害矯正施設網の組織提唱者としても知られた。ヴィゴツキー門下の五人組の一人。

## 論文
- 「ことばのコミュニケーション機能の障害としてのどもり」（1966年）（邦訳、山口薫編訳、ソビエト心理学研究会『ソビエト心理学研究』第4号1967年[2]）

## 著書
- 『自律的児童言語』1936年
- 『読み書きの欠陥』1941年
- 『言語矯正学の諸問題』（編集）1953年
- 『学校での言語矯正活動』（編集）1953年
- 『児童の正しい言語教育』1958年
- 『言語障害矯正の理論と実践』（共著）1958年
- 『言語不全の児童の書字障害』1961年[1]